# Autostrada 6 (Izrael)
Autostrada 6 (hebr. כביש 6, Kvish Shesh), zwana również jako Trans-Izraelska Autostrada (hebr. חוצה ישראל, Kvish Chotzeh Yisrael), a       oficjalnie Autostrada im. Icchaka Rabina (hebr. כביש יצחק רבין, Kvish Yitzḥak Rabin) – budowana autostrada w Izraelu o długości 203 km. Jest to pierwsza i jak do tej pory jedyna izraelska autostrada wybudowana i obsługiwana przez sektor prywatny, który w zamian za prawo przejazdu pobiera od kierowców opłaty pobierane przy pomocy elektronicznych czytników. Jest to także największy projekt infrastrukturalny realizowany w ostatnich latach w Izraelu.

## Historia budowy
Autostrada rozpoczęła swoją działalność na początku 2000 i jest nieustannie rozbudowywana. Celem jej budowy było stworzenie nowoczesnej drogi komunikacyjnej łączącej południe z północną częścią kraju, która umożliwiłaby kierowcom ominięcie zatłoczonego obszaru aglomeracji miejskiej Gusz Dan. Z tego powodu, jest to najbardziej wysunięta na wschód autostrada Izraela. W wielu miejscach przebiega tuż przy granicy Autonomii Palestyńskiej. Przez cały czas trwają prace budowlane nad kolejnymi odcinkami autostrady.

## System opłat

Oznaczenie płatnej autostrady w Izraelu

Autostrada nr 6 wykorzystuje unikatowy system kamer i transponderów (kanadyjski system 407 ETR) do automatycznego pobierania opłat za przejazd pojazdów. Na drodze nie ma żadnych punktów poboru opłat, co zmniejsza koszty budowy autostrady i ułatwia szybkość przemieszczania się po niej. System opiera się na transponderach umieszczonych w samochodach. Anteny radiowe wykrywają transpondery pojazdów wjeżdżających i opuszczających autostradę, a następnie system komputerowy oblicza stawki opłat uzależnione od ilości przejechanych kilometrów. W przypadku pojazdów nie posiadających transpondery, system automatycznie rozpoznaje tablice rejestracyjne. Comiesięczne rachunki są wysyłane do użytkowników autostrady.
Począwszy od marca 2006 koszt przejazdu przez trzy segmenty autostrady wynosi 15,04 NIS, za cztery segmenty 17,94 NIS i za pięć lub więcej segmentów 20,84 NIS. Cena jest uzależniona od wielkości pojazdu. Opłaty są niższe dla kierowców, którzy podpisują umowy z zarządem autostrady i instalują w swoich pojazdach transpondery lub wyrażają zgodę na umieszczenie swoich tablic rejestracyjnych w bazie danych. Jeśli tablica rejestracyjna nie jest zarejestrowana w bazie danych, wówczas rachunek jest przesyłany do właściciela pojazdu na podstawie danych Ministerstwa Transportu. Takie pojazdy płacą rachunki 40-80% wyższe.
Licencjonowany operator Derech Eretz obsługuje pojazdy serwisowe, które patrolują autostradę i udzielają pomocy technicznej potrzebującym kierowcom. Właściciel autostrady musi opłacać policję, za prowadzenie patroli drogowych.

## Wyniki finansowe

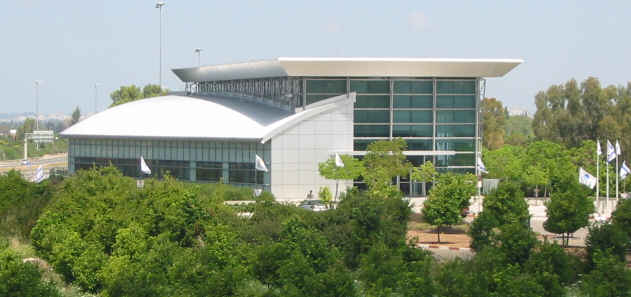
Zarząd i centrum kontroli ruchu autostrady, w Rosz ha-Ajin

W marcu 2006 Derech Eretz poinformował o osiągnięciu w 2005 zysku finansowego w wysokości 89 mln NIS, wyższy o 56% niż w 2004.
Pod koniec 2005 było 500 tys. zarejestrowanych użytkowników (jeden użytkownik może eksploatować wiele pojazdów). W ciągu tego roku zarejestrowano 1,35 mln pojedynczych użytkowników (wzrost z 1,1 mln w roku poprzednim), którzy odbyli 21 mln podróży po autostradzie. 80% zarejestrowanych podróży odbyli zalogowani w systemie użytkownicy.
Sprawność działania systemu identyfikacji użytkowników wyniosła 97%.

## Przebieg

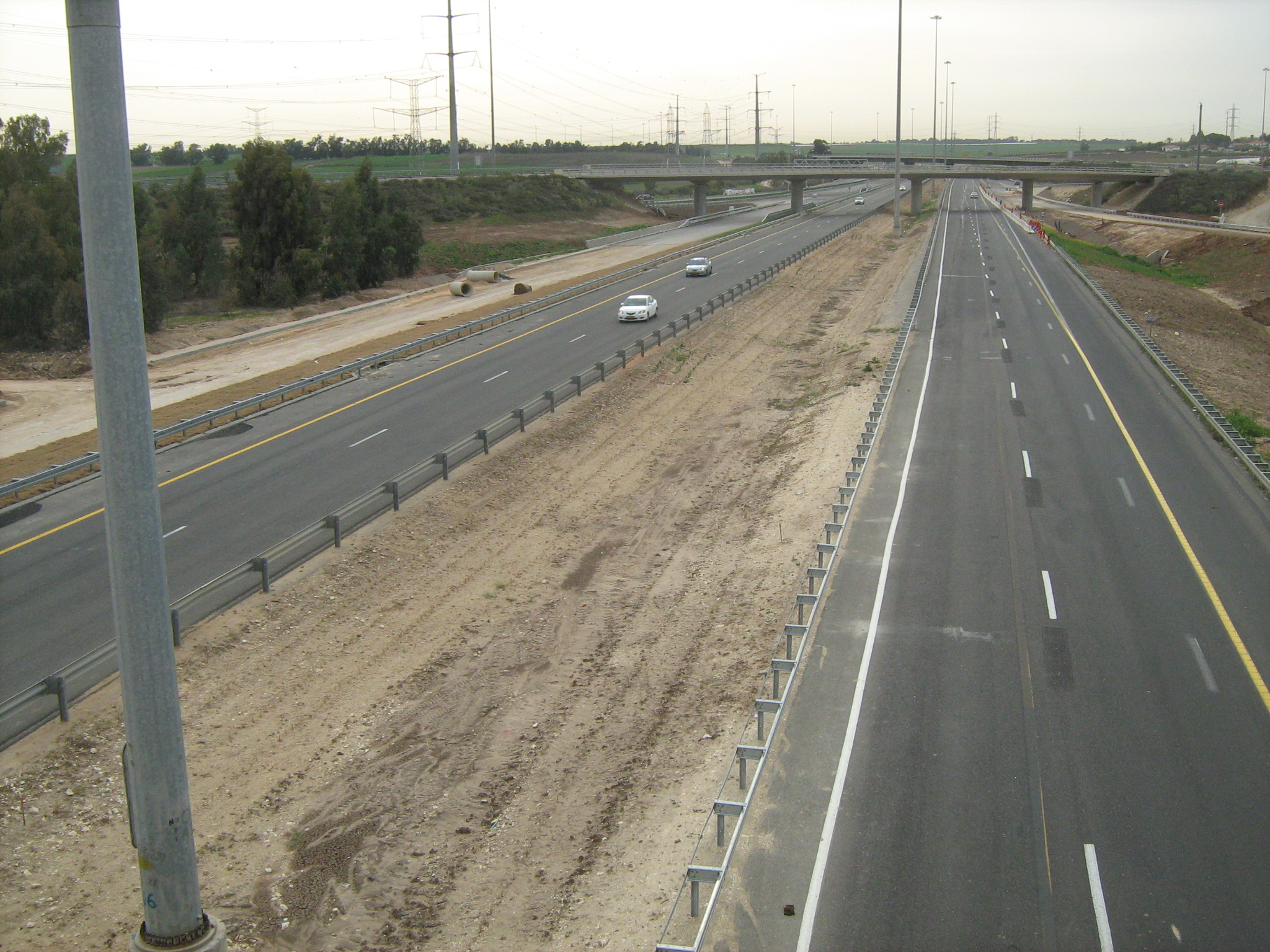
Autostrada nr 6

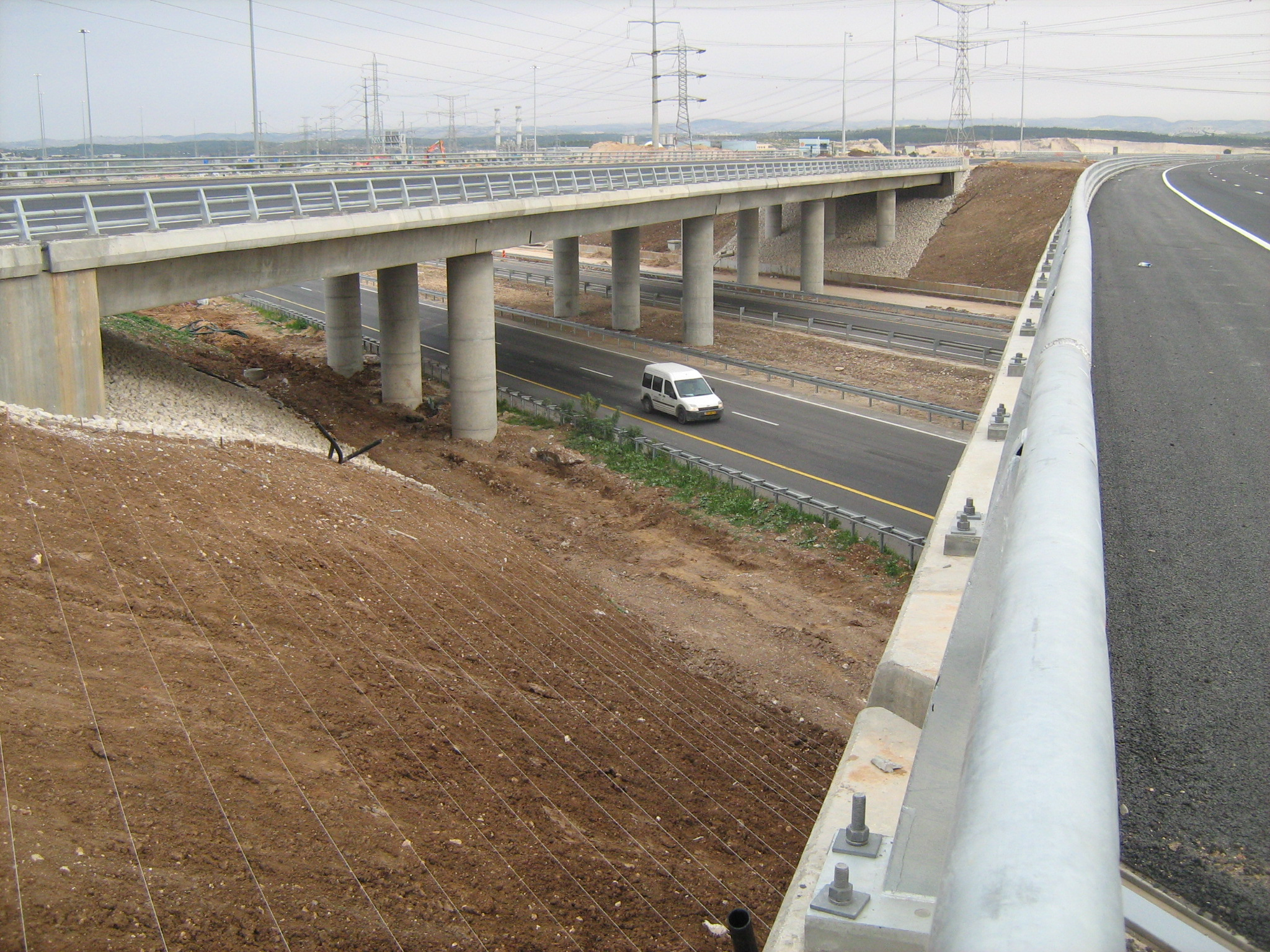
Węzeł drogowy autostrad nr 6 z nr 431

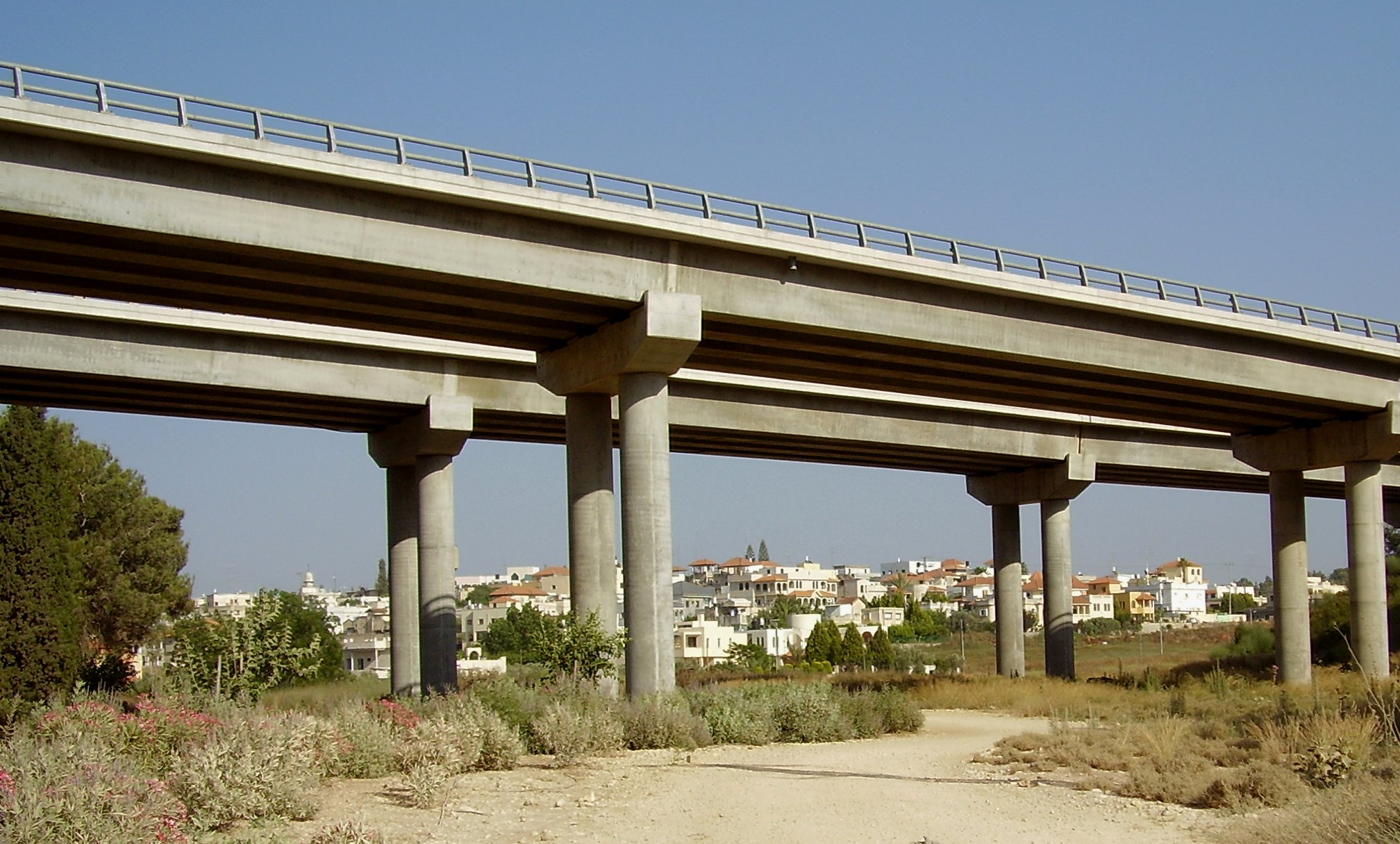
Mosty na autostradzie nr 6

Autostrada nr 6 rozpoczyna się na węźle drogowym z drogą ekspresową nr 40, położonym na północ od kibucu Bet Kama w północnej części pustyni Negew. Na zachód od tego miejsca leży moszaw Achuzzam. Autostrada nr 6 kieruje się w kierunku północnym i mija położony na zachodzie moszaw No’am, oraz położony na wschodzie moszaw Lachisz. Po przejechaniu 12 km dojeżdża się do węzła drogowego z drogą ekspresową nr 35. Można tutaj zjechać na zachód do miasta Kirjat Gat i moszawu Sede Mosze, lub na wschód do moszawu Lachisz. Po 3 km autostrada przejeżdża pod wiaduktem, którym przebiega droga nr 353, łącząca położony na zachodzie kibuc Gat z położonym na wschodzie kibucem Galon. Następnie autostrada delikatnie wykręca w kierunku północno-zachodnim i biegnąc wzdłuż zachodniej granicy Szefeli mija położony na zachodzie moszaw Nachala. Po jego minięciu autostrada wykręca na północ, mija położoną na zachodzie arabską wioskę Al-Azi i położony na wschodzie kibuc Kefar Menachem. W tym rejonie autostrada wjeżdża na równinę Szaron. Następnie przejeżdża pod wiaduktem, którym przebiega droga nr 383, łącząca położony na zachodzie moszaw Kefar ha-Rif z położonym na wschodzie kibucem Kefar Menachem. Następnie autostrada mija położony na zachodzie kibuc Rewadim i dociera do położonego na 34 km węzła drogowego z drogą ekspresową nr 3. Można tutaj zjechać na zachód do wioski Jad Binjamin lub na wschód do moszawu Jesodot. Po 1 km jest węzeł drogowy z autostradą nr 7. Można tutaj zjechać na zachód do miasteczka Gedera. Po minięciu tego dużego węzła drogowego autostrada wykręca na północny wschód i mija położoną na zachodzie bazę lotniczą Tel Nof i położony na wschodzie moszaw Jesodot. Następnie autostrada przejeżdża pod wiaduktem, którym przebiega droga nr 411 łącząca położone na zachodzie miasteczko Mazkeret Batja z położonym na wschodzie kibucem Chulda. Planuje się wybudowanie w tym miejscu nowego węzła drogowego. Jadąc dalej, autostrada dociera do położonego na wschodzie moszawu Pedaja, na wysokości którego wykręca na północ. Następnie mija kolejno położony na zachodzie moszaw Jacic, położony na wschodzie moszaw Petachja, oraz położone na zachodzie moszaw Ramot Me’ir, wioskę Ganne Hadar i kibuc Na’an. Na jego wysokości znajdują się stacje obsługi pojazdów ze stacjami benzynowymi i restauracjami.
Po 3 km autostrada mija położony na zachodzie moszaw Macliach i dociera do węzła drogowego z drogą ekspresową nr 44, autostradą nr 431 i drogą nr 424. Można tutaj zjechać na zachód do miasta Ramla lub na wschód do moszawu Jad Rambam. Następnie autostrada wykręca na północny wschód, przebiega wiaduktem nad lokalną drogą łączącą tutejsze zakłady przemysłowe położone przy mieście Ramla, po czym przejeżdża pod wiaduktem z linią kolejową, wykręca ponownie na północ i dociera do węzła drogowego na którym łączy się z autostradą nr 1. Przez następne 4 km obie autostrady biegną razem. Ten odcinek autostrady nr 6 jest zwolniony z opłat. Autostrada mija położony na zachodzie moszaw Achisamach, położone na wschodzie moszawy Gimzo i Kefar Danijjel, a następnie położone na zachodzie moszaw Ben Szemen i wioskę Ben Szemen. Obie autostrady rozdzielają się tutaj i autostrada nr 1 wykręca na północny wschód, natomiast autostrada nr 6 wykręca na północny zachód. Znajduje się tutaj duży węzeł drogowy na którym można zjechać na drogę nr 443 i pojechać nią na zachód do moszawu Ben Szemen i wioski Ben Szemen. Można też zjechać na drogę nr 444 i pojechać nią do położonych na zachodzie moszawów Chadid i Bet Nechemja.
Po minięciu tego dużego węzła drogowego autostrada nr 6 dojeżdża do wzgórza Tel Chadid. Wybudowano tutaj tunel o długości 662 metrów, którym autostrada przejeżdża pod wzgórzem. Następnie na wysokości moszawu Bet Nechemja znajdują się dwa mosty o długościach 300 i 170 metrów. Po ich minięciu autostrada wykręca na północ. Autostrada biegnie tutaj granicą Szefeli i przebiega w pobliżu tzw. Zielonej Linii, która była granicą Izraela do 1967 roku. Następnie autostrada mija położone na zachodzie miasteczko Szoham i przejeżdża dwoma wiaduktami nad lokalnymi drogami łączącymi zakłady przemysłowe z kamieniołomami. Po ich minięciu wykręca łagodnie na północny zachód, mija położony na zachodzie moszawy Bareket i Giwat Koach. Przejeżdżając przez las Kula, autostrada przejeżdża wiaduktem nad drogą nr 444, która będzie dalej biegła wzdłuż autostrady po jej wschodniej stronie. Planuje się wybudowanie tutaj węzła drogowego umożliwiającego zjechanie na drogę nr 444. Autostrada nr 6 mija kolejno położone na wschodzie miasto Elad, położona na zachodzie moszawy Rinnatja i Mazor, oraz położony na wschodzie kibuc Nachszonim. Następnie autostrada dojeżdża do węzła drogowego z drogą nr 471. Można tutaj zjechać na wschód do kibucu Nachszonim lub na zachód do drogi ekspresowej nr 40.

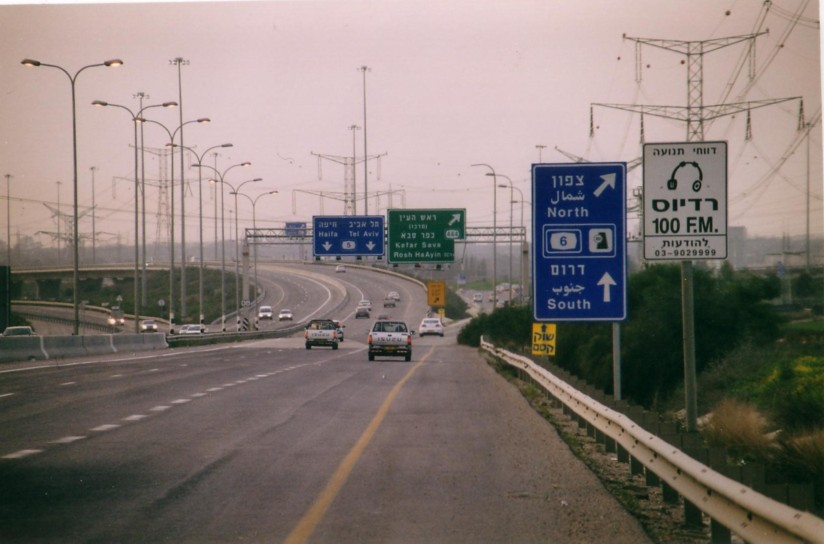
Węzeł drogowy Kasem na skrzyżowaniu autostrad nr 5 i nr 6

Potem autostrada wykręca na północ i mija kolejno położone na zachodzie moszaw Kefar Sirkin i bazę wojskową Kefar Sirkin, oraz położony na wschodzie kibuc Enat. Po ich minięciu autostrada przejeżdża wiaduktem nad drogą nr 483, która łączy położone na wschodzie miasto Rosz ha-Ajin z położonym na zachodzie kibucem Giwat ha-Szelosza. Następnie autostrada dojeżdża do dużego węzła drogowego Kasem, na którym krzyżuje się z autostradą nr 5 i drogą nr 444. Można tutaj zjechać na wschód do miast Rosz ha-Ajin i Kafr Kasim, lub na północ do moszawu Chagor. Następnie autostrada wykręca na północny wschód i kolejna mija położone na zachodzie moszawy Newe Jarak i Chagor, oraz położone na wschodzie miasteczko Kafr Bara. Znajduje się tutaj węzeł drogowy z drogą nr 531, którą można zjechać na zachód do moszawu Chagor i miasteczka Dżaldżulja. Zaraz za węzłem drogowym autostrada przejeżdża wiaduktem nad drogą nr 5233, która łączy miejscowości położona na zachodzie z położonym na wschodzie kibucem Choreszim i miasteczkiem Kafr Bara. Jadąc dalej autostrada mija położone na zachodzie miasteczko Dżaldżulja, położone na wschodzie moszaw Jarchiw i wioskę Mattan, oraz położone na zachodzie wioskę Sede Chemed i moszaw Newe Jamin. W tym rejonie autostrada zbliża się w bezpośrednie sąsiedztwo tzw. Zielonej Linii. Granica z Autonomią Palestyńską jest tutaj chroniona przez mur bezpieczeństwa, co zapewnia bezpieczeństwo użytkownikom autostrady. Autostrada przejeżdża tutaj pod wiaduktem, którym przechodzi droga ekspresowa nr 55, łącząca położona na zachodzie miasto Kefar Sawa z położoną na wschodzie enklawą miasteczka Alfe Menasze. Następnie autostrada mija położone na zachodzie miasto Kfar Saba i położone na wschodzie arabskie miasto Kalkilja. Na tym odcinku autostrada jest całkowicie chroniona przez mur bezpieczeństwa, który biegnie wzdłuż drogi.
Po minięciu Kalkilji autostrada wykręca na północny wschód, mija położony na zachodzie kibuc Nir Elijjahu, i dociera do węzła drogowego z drogą nr 551. Droga ta łączy położone na zachodzie miasto Kfar Saba z położonym na wschodzie kibucem Ejal. Następnie autostrada mija kolejno położone na zachodzie kibuc Ramat ha-Kowesz i miasto Tira, oraz położone na wschodzie miasteczko Kochaw Ja’ir. Na tej wysokości autostrada przebiega wiaduktem nad drogą nr 554 łączącą obie te miejscowości. Jadąc dalej w kierunku północno-wschodnim, autostrada mija położone na wschodzie miasto At-Tajjiba, oraz położone na zachodzie moszaw Azri’el i miasto Kalansuwa. Autostrada przejeżdża tutaj wiaduktem nad drogą nr 5614, która łączy miasta At-Tajjiba z Kalansuwa. Następnie autostrada mija położony na zachodzie moszaw Sza’ar Efrajim, ponownie zbliża się w bezpośrednie sąsiedztwo Zielonej Linii i wykręca na północ. Biegnąc wzdłuż muru bezpieczeństwa mija położone na wschodzie palestyńskie miasto Tulkarm i położony na zachodzie moszaw Niccane Oz. Na wysokości moszawu znajduje się węzeł drogowy z drogą ekspresową nr 57. Można tutaj zjechać na zachód do moszawu Niccane Oz, lub na wschód po przekroczeniu muru bezpieczeństwa do miasta Tulkarm. Autostrada nr 6 mija następnie położone na zachodzie kibuc Jad Channa i moszaw Olesz, oraz położoną na wschodzie wioskę Bat Chefer. Autostrada przejeżdża tutaj wiaduktem nad drogą nr 5714, która łączy wioskę Bat Chefer z kibucem Jad Channa. Następnie autostrada wykręca na północny wschód i przejeżdża wiaduktem nad drogą nr 5803, która łączy położony na zachodzie moszaw Gan Joszijja z położonym na wschodzie kibucem Bachan. Potem kolejno mijane są po stronie wschodniej miasteczko Zemer, po stronie zachodniej kibuce Omec i Lahawot Chawiwa. Znajduje się tutaj punkt obsługi podróżnych, ze stacjami benzynowymi i restauracjami. 1 km dalej autostrada przejeżdża wiaduktem nad drogą nr 5815, która łączy położony na zachodzie kibuc Lahawot Chawiwa z położonym na wschodzie kibucem Maggal. Następnie autostrada mija położone na wschodzie miasto Baka-Dżatt i dojeżdża do węzła drogowego z drogą ekspresową nr 61, którą można zjechać na zachód do biegnącej równolegle do autostrady drogi nr 581. Po 1 km autostrada przejeżdża wiaduktem nad lokalną drogą, która łączy położone na wschodzie miasto Baka-Dżatt z położonym na zachodzie moszawem Ma’or. Potem autostrada wykręca na północny wschód, mija położoną na zachodzie bazę lotniczą En Szemer i wioskę Sza’ar Menasze, położone na wschodzie kibuc Mecer i wioskę Majsar, przejeżdża mostem nad rzeką Narbeta i wykręca na północ. Następnie mija kolejno położony na zachodzie kibuc Ma’anit, położone na wschodzie wioski Charisz i Umm al-Kutuf. Od tego miejsca autostrada wykręca na północny zachód i przejeżdża wiaduktem nad drogą nr 6353, która łączy położone na wschodzie wioski Charisz i Umm al-Kutuf z położonym na zachodzie kibucem Barkaj. 1 km dalej znajduje się węzeł drogowy z drogą ekspresową nr 65. Można tutaj zjechać na zachód do kibucu Barkaj i moszawu En Iron, lub na wschód do miasteczka Kafr Kara. Obecnie trwa budowa kolejnego odcinka autostrady do moszawu Eljakim, przy którym powstaje węzeł drogowy z drogą ekspresową nr 70.